# La Loge
La Loge là một xã trong vùng Hauts-de-France, thuộc tỉnh Pas-de-Calais, quận Arras, tổng Hesdin. Tọa độ địa lý của xã là 50° 24' vĩ độ bắc, 02° 02' kinh độ đông. La Loge nằm trên độ cao trung bình là 108 mét trên mực nước biển, có điểm thấp nhất là 100 mét và điểm cao nhất là 116 mét. Xã có diện tích 0,68 km², dân số vào thời điểm 1999 là 185 người; mật độ dân số là 272 người/km².

## Thông tin nhân khẩu
| 1962 | 1968 | 1975 | 1982 | 1990 | 1999 |
| ---- | ---- | ---- | ---- | ---- | ---- |
| 138  | 171  | 169  | 159  | 181  | 185  |